# Pjotr Aleksandrovič Tolstoj
Grof Pjotr Aleksandrovič Tolstoj (rusko Петр Александрович Толсто́й), ruski general, * 1769, † 1844.
Med letoma 1802 in 1805 je bil generalni guverner Sankt Peterburga.
Bil je eden izmed pomembnejših generalov, ki so se borili med Napoleonovo invazijo na Rusijo; posledično je bil njegov portret dodan v Vojaško galerijo Zimskega dvorca.

## Življenje
1. januarja 1775 je vstopil v Preobraženski polk in 21. maja 1785 je bil kot podporočnik in pribočnik dodeljen Katarini II. Ruski. Čez tri leta je bil premeščen nazaj h kopenski vojski. 
Sodeloval je v vojni proti Švedom (1788–90). 28. marca 1792 je bil premeščen v Ingermanlandiski karabinerski polk in 13. aprila 1793 v Pskovski dragonski polk. V letih 1792 in 1794 se je bojeval na Poljskem. 
28. junija 1794 je bil povišan v polkovnika in 9. novembra 1797 v generalmajorja. Istega dne je postal poveljnik Nižninovgorodskega dragonskega polka in 29. novembra istega leta je postal generaladjutant.
Leta 1799 je bil kot vojaški predstavnik poslan k avstrijski vojski nadvojvode Karla. 25. oktobra 1802 je postal vojaški guverner Viborga in inšpektor konjenice na Finskem. 
5. februarja 1803 je postal vojaški guverner Sankt Peterburga in 23. maja istega leta je postal poveljnik Preobraženskega polka. Leta 1807 je sodeloval v bojih proti Francozom, nakar je bil med oktobrom 1807 in oktobrom 1808 veleposlanik v Parizu.
17. junija 1812 je bil dodeljen vrhovnemu poveljniku v provincah Kazan, Nižni Novgorod, Penza, Kostroma, Simbirskoj in Vjacki. Z intenzivnim rekrutiranjem in usposabljanjem je uspel zbrati korpus, s katerim se je bojeval v Bohemiji. Leta 1816 je postal poveljnik 5. pehotnega korpusa. 
Leta 1820 je bil med ustanovitelji in prvi podpredsednik Carske moskovske kmetijske družbe; leta 1843 je postal predsednik. Postal je eden vodilnih spodbujevalcev razvoja kmetijstva v moskovski regiji.
Leta 1828 je postal poveljnik Peterburga in Kronstadta. Bil je tudi član Državnega sveta in Komiteja ministrov. Leta 1839 je odstopil in se vrnil v Moskvo, kjer se je do smrti posvetil kmetijstvu.